# Солнечное затмение 20 марта 2034 года
Солнечное затмение 20 марта 2034 года — полное солнечное затмение, которое можно будет наблюдать на территории Африки, Европы и Азии. Область наилучшей видимости затмения попадает в экваториальные и тропические широты северного полушария.